# Wolfshof (Gemeinde Gars am Kamp)
Wolfshof ist ein Ort und eine Katastralgemeinde der Marktgemeinde Gars am Kamp im Bezirk Horn in Niederösterreich.

## Geografie
Der Ort liegt auf einer Hochebene zwischen Gars am Kamp und St. Leonhard am Hornerwald. Die Seehöhe in der Ortsmitte beträgt 407 Meter. Die Fläche der Katastralgemeinde umfasst 2,49 km². Die Einwohnerzahl beläuft sich auf 41 Einwohner (Stand: 1. Jänner 2024).

## Postleitzahl
In der Marktgemeinde Gars am Kamp finden mehrere Postleitzahlen Verwendung. Wolfshof hat die Postleitzahl 3571.

## Bevölkerungsentwicklung
| Jahr      | 1830 | 1890 | 1923 | 1951 | 1961 | 1971 | 1991 | 2001 |
| --------- | ---- | ---- | ---- | ---- | ---- | ---- | ---- | ---- |
| Einwohner | 121  | 123  | 111  | 103  | 87   | 80   | 67   | 48   |

## Geschichte

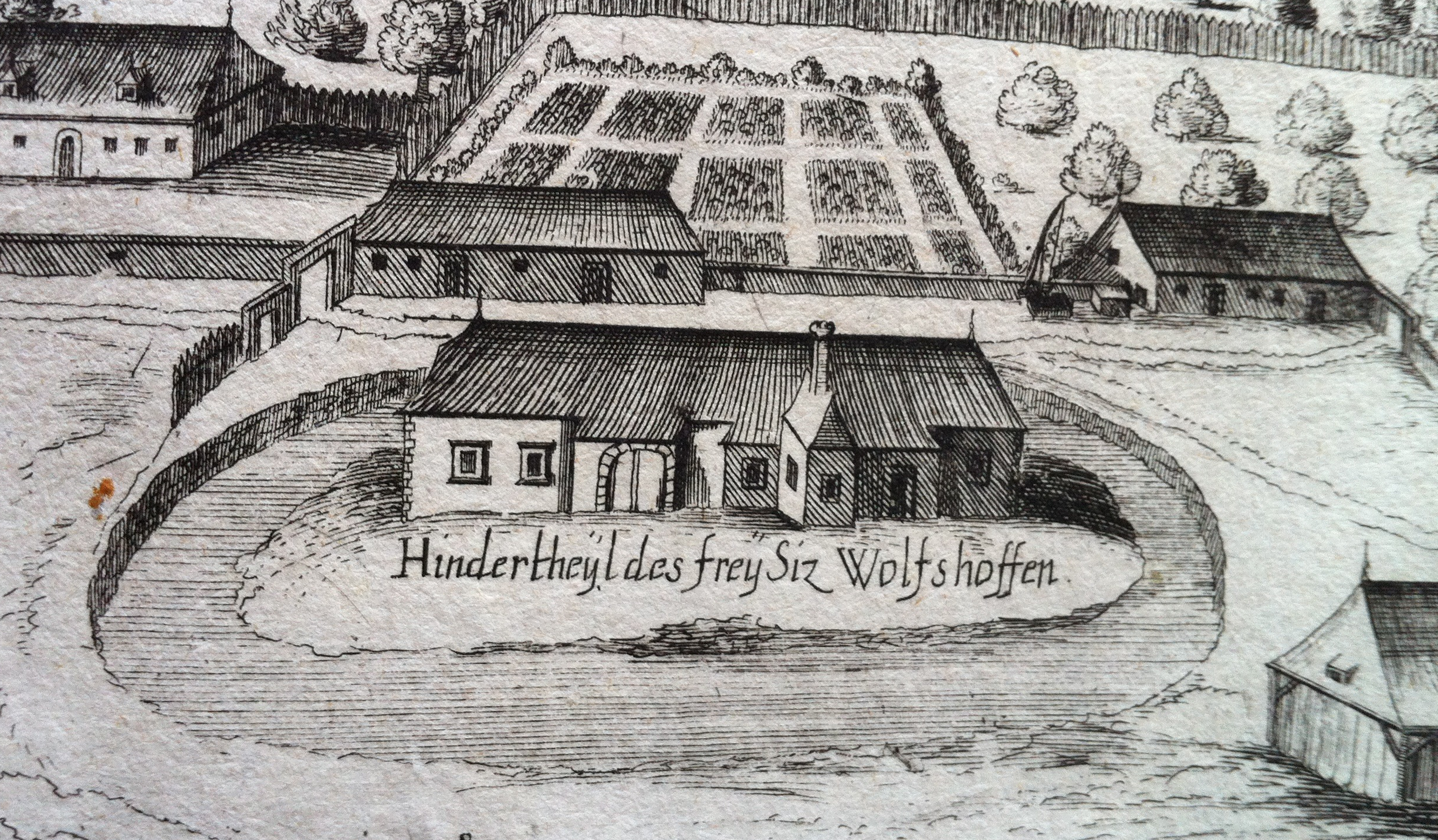
Der Edelsitz Wolfshof in der Topographia Windhagiana, 1673.

Der Ort wurde 1380 erstmals urkundlich erwähnt. Er gehörte ursprünglich zur Herrschaft Gars und gelangte 1621 zur Herrschaft Horn und Rosenburg.

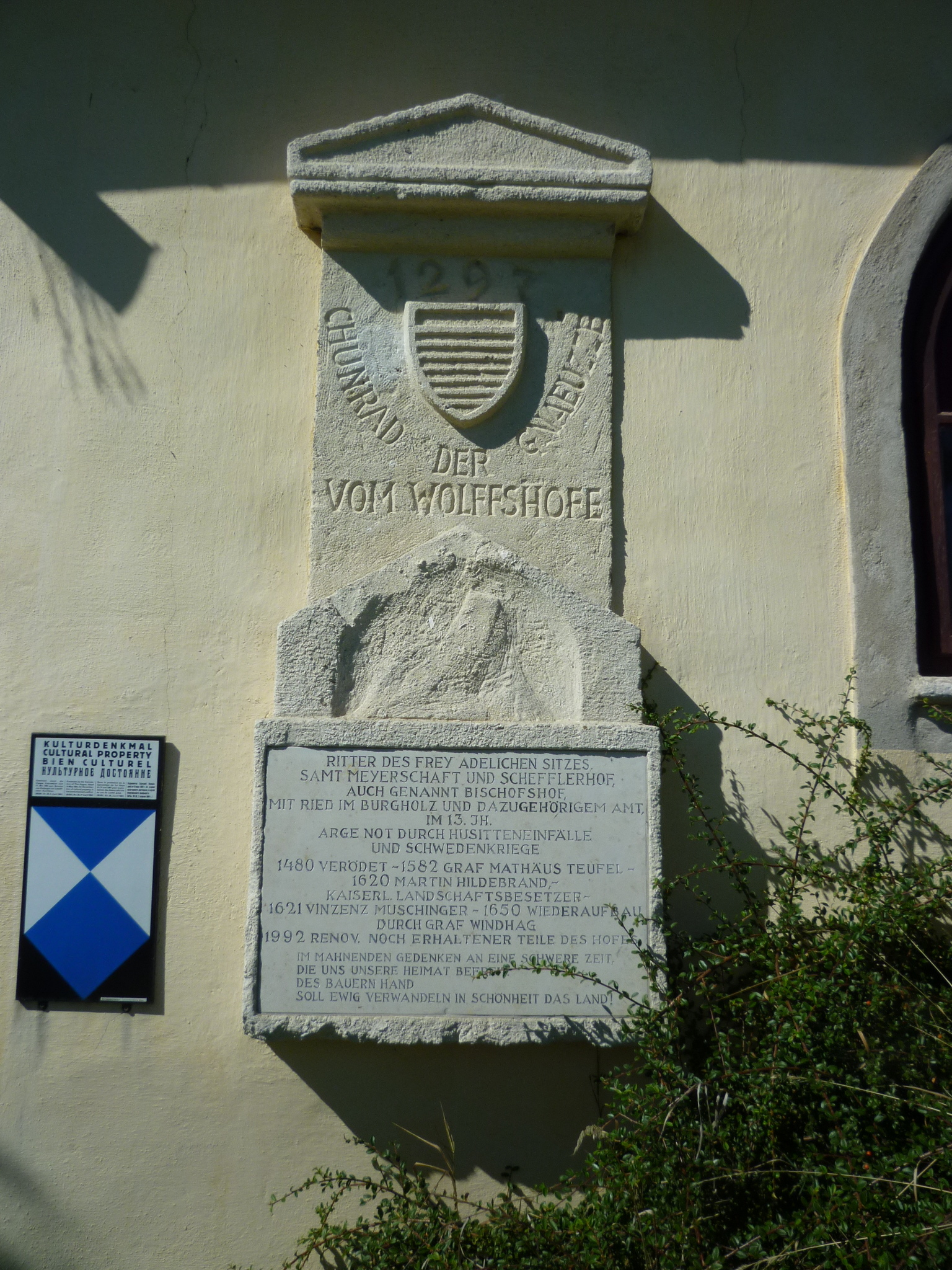
Inschrift am Edelsitz Wolfshof

In Wolfshof befand sich ein Edelsitz, der im ausgehenden 15. Jahrhundert verödete und um 1650 von Joachim Enzmilner, Freiherr von Windhag, dem damaligen Besitzer der Rosenburg wieder aufgebaut wurde. Ein Kupferstich-Darstellung und eine Beschreibung des Edelsitzes finden sich in der von Enzmilner in Auftrag gegebenen Topographia Windhagiana. 1992 wurde der Edelsitz in historisierend-romantischen Stil rekonstruiert. Gemeinsam mit Wanzenau und Etzmannsdorf am Kamp bildete Wolfshof die Heiligen drei Länder. Diese Bezeichnung erinnert daran, dass diese Orte im 16. Jahrhundert nicht wie zahlreiche andere Orte der Region der Reformation anhingen, sondern im katholischen Glauben verharrten.
1938 wurde die bis dahin selbstständige Gemeinde der Marktgemeinde Gars am Kamp angeschlossen, 1945 wurde sie zwar wieder selbstständig, 1971 jedoch neuerlich im Zuge der Gemeindezusammenlegungen ein Ortsteil der Marktgemeinde Gars am Kamp. Noch heute ist Wolfshof ein stark landwirtschaftlich geprägter Ort.

## Wirtschaft und Infrastruktur

### Brandschutz
- Freiwillige Feuerwehr Wolfshof

### Verkehr
Das Linienbusunternehmen PostBus fährt die Haltestellen Wolfshof Ort und Wolfshof Abzweigung Ort an der Linie 895 (Horn – St. Leonhard am Hornerwald) an. Der nächstgelegene Bahnhof der ÖBB ist Gars-Thunau. Seit 1995 fährt der Garser Bus, eine Initiative des Wirtschaftsvereins „Gars Innovativ“, jeweils dienstags und freitags Wolfshof, alle anderen Ortsteile und weitere Orte der Umgebung an, um Personen, die keinen PKW besitzen und keinen Anschluss an den ÖPNV haben, Einkäufe und Erledigungen in Gars am Kamp zu ermöglichen.